# Molophilus (Molophilus) mouldsi
Molophilus (Molophilus) mouldsi is een tweevleugelige uit de familie steltmuggen (Limoniidae). De soort komt voor in het Australaziatisch gebied.